# Leonidas Resvanis
Leonidas "Leo" K. Resvanis (nacido en 1944 en Atenas, Grecia) es un físico conocido por su trabajo con los neutrinos. Resvanis es profesor de Física en la Universidad de Atenas y director del Proyecto Nestor (Neutrino Extended Submarine Telescope with Oceanographic Research), un proyecto internacional dedicado al empleo de un telescopio de neutrinos localizado en Pilos, Grecia.
Resvanis fue quien sugirió a Burton Richter el nombre de partícula "psi" para el nuevo descubrimiento de Richter, el mesón J/ψ.

## Carrera
Leonidas Resvanis se graduó en Física por la Universidad de Mánchester en 1965. 
Continuó sus estudios en la Universidad Johns Hopkins, en Baltimore, donde obtuvo su doctorado en Física de partículas en 1971.
Entre los años 1971 y 1976 trabajó en Estados Unidos, en la Universidad de Pensilvania como profesor asistente. En 1976 fue contratado como profesor a tiempo completo en la Universidad de Atenas.